# Christina Rost
Christina Rost (Chemnitz, 14 de agosto de 1952) é uma ex-handebolista alemã, medalhista olímpica.

## Carreira
Christina Rost fez parte da equipe alemã oriental do handebol feminino, prata em Montreal 1976 e bronze Moscou 1980, com um total de 10 jogos. Seu marido foi campão olímpico no handebol, Peter Rost em 1980, e mãe do ex-goleiro Frank Rost.